# Oliver Springs
Oliver Springs és una població dels Estats Units a l'estat de Tennessee. Segons el cens del 2000 tenia 3.303 habitants.

## Demografia
Segons el cens del 2000, Oliver Springs tenia 3.303 habitants, 1.369 habitatges, i 958 famílies. La densitat de població era de 247,6 habitants/km².
Dels 1.369 habitatges en un 28,9% hi vivien nens de menys de 18 anys, en un 53,2% hi vivien parelles casades, en un 12,9% dones solteres, i en un 30% no eren unitats familiars. En el 27% dels habitatges hi vivien persones soles el 13,3% de les quals corresponia a persones de 65 anys o més que vivien soles. El nombre mitjà de persones vivint en cada habitatge era de 2,41 i el nombre mitjà de persones que vivien en cada família era de 2,93.
Per edats la població es repartia de la següent manera: un 23,2% tenia menys de 18 anys, un 8,1% entre 18 i 24, un 27,9% entre 25 i 44, un 24,5% de 45 a 60 i un 16,3% 65 anys o més.
L'edat mediana era de 39 anys. Per cada 100 dones de 18 o més anys hi havia 86 homes.
La renda mediana per habitatge era de 32.620 $ i la renda mediana per família de 39.066 $. Els homes tenien una renda mediana de 28.233 $ mentre que les dones 22.500 $. La renda per capita de la població era de 15.818 $. Entorn del 10,9% de les famílies i el 15,1% de la població estaven per davall del llindar de pobresa.

## Poblacions més properes
El següent diagrama mostra les poblacions més properes.